# Regions Morgan Keegan Championships and the Cellular South Cup 2009
Il Regions Morgan Keegan Championships and the Cellular South Cup 2009  è stato un torneo giocato sul cemento del Racquet Club of Memphis a Memphis nel Tennessee. È stata la 108ª edizione del Regions Morgan Keegan Championships, la 24ª del Cellular South Cup. Il Regions Morgan Keegan Championships faceva parte dell'ATP World Tour 500 series nell'ambito dell'ATP World Tour 2009, il Cellular South Cup del Tornei WTA International nell'ambito del WTA Tour 2009. Sia il torneo maschile sia quello femminile sono durati dal 15 al 22 febbraio 2009.

## Partecipanti WTA

### Teste di serie
| Giocatrice         | Nazionalità     | Ranking* | Testa di serie |
| ------------------ | --------------- | -------- | -------------- |
| Caroline Wozniacki | Danimarca       | 12       | 1              |
| Viktoryja Azaranka | Bielorussia     | 14       | 2              |
| Lucie Šafářová     | Repubblica Ceca | 50       | 3              |
| Anne Keothavong    | Gran Bretagna   | 52       | 4              |
| Marina Eraković    | Nuova Zelanda   | 57       | 5              |
| Sabine Lisicki     | Germania        | 59       | 6              |
| Alla Kudrjavceva   | Russia          | 62       | 7              |
| Pauline Parmentier | Francia         | 86       | 8              |

- Ranking al 16 febbraio 2009.

### Altri partecipanti
Giocatrici che hanno ricevuto una Wild card:
- Michelle Larcher de Brito
- Melanie Oudin
- Alexandra Stevenson

Giocatrici passate dalle qualificazioni:

- Jelena Dokić
- Michaëlla Krajicek
- Chanelle Scheepers
- Alexa Glatch

## Partecipanti ATP

### Teste di serie
| Giocatore             | Nazionalità     | Ranking* | Testa di serie |
| --------------------- | --------------- | -------- | -------------- |
| Andy Roddick          | Stati Uniti     | 6        | 1              |
| Juan Martín del Potro | Argentina       | 7        | 2              |
| James Blake           | Stati Uniti     | 13       | 3              |
| Robin Söderling       | Svezia          | 16       | 4              |
| Radek Štěpánek        | Repubblica Ceca | 19       | 5              |
| Igor' Andreev         | Russia          | 22       | 6              |
| Mardy Fish            | Stati Uniti     | 21       | 7              |
| Sam Querrey           | Stati Uniti     | 37       | 8              |

- Ranking al 16 febbraio 2009.

### Altri partecipanti
Giocatori che hanno ricevuto una Wild card:
- Andy Roddick
- Marcos Baghdatis
- Donald Young

Giocatori passati dalle qualificazioni:

- Chris Guccione
- Dudi Sela
- Simon Greul
- Kevin Kim

## Campioni

### Singolare maschile
Andy Roddick ha battuto in finale  Radek Štěpánek con il punteggio di 7–5, 7–5

### Singolare femminile
Viktoryja Azaranka ha battuto in finale  Caroline Wozniacki con il punteggio di 6–1, 6–3

### Doppio maschile
Mardy Fish /  Mark Knowles hanno battuto in finale  Travis Parrott /  Filip Polášek con il punteggio di 7–6(7), 6–1

### Doppio femminile
Viktoryja Azaranka /  Caroline Wozniacki hanno battuto in finale  Juliana Fedak /  Michaëlla Krajicek con il punteggio di 6–1, 7–6(2)